# Björgólfur Thor Björgólfsson
Björgólfur Thor Björgólfsson, conosciuto a livello internazionale come Thor Bjorgolfsson e colloquialmente in Islanda come Bjöggi (Reykjavík, 19 marzo 1967), è un imprenditore islandese, miliardario, presidente e fondatore di Novator Partners.
Ha investito in una serie di aziende più grandi e startup più piccole, tra cui Actavis, un'azienda farmaceutica; WOM Play:  marchi nel settore delle telecomunicazioni mobili in Cile, Colombia, Polonia; e Zwift, una piattaforma online per il ciclismo indoor. Altre società in cui Björgólfur Thor e Novator hanno investito includono Deliveroo, Monzo, Stripe, Cazoo, Xantis Pharma, Klang e Lockwood Publishing
Björgólfur Thor è stato il primo islandese a entrare nell'elenco delle persone più ricche del mondo stilato dalla rivista Forbes nel 2005. È stato dichiarato "il primo miliardario islandese"; ed è stato classificato nel 2007 tra le prime 250 persone più ricche del mondo   con un patrimonio netto di 3,5 miliardi di dollari. Tuttavia, a causa della crisi finanziaria del 2007-2010, Thor ha perso quasi tutta la sua fortuna finendo in bancarotta. Ha quindi elaborato un accordo complesso con i suoi creditori per ripagare i debiti mantenendo i suoi investimenti chiave. Björgólfur Thor ha pubblicato un'autobiografia nel 2014 sul suo calvario intitolata "Billions to Bust and Back".
Nel 2015 è riapparso nella lista dei ricchi di Forbes con un patrimonio netto di 1,3 miliardi di dollari, aumentato nell'agosto 2023 a 2,5 miliardi di dollari.

## Biografia
Björgólfur Thor appartiene ad una famiglia da sempre nel mondo degli affari e della politica islandese. Il suo bisnonno era l'imprenditore islandese di origine danese Thor Jensen, che contribuì a introdurre il capitalismo industriale nel paese nei primi anni del ventesimo secolo.
Björgólfur Thor è cresciuto nel sobborgo di Vesturbær a Reykjavík. Uno schizzo dei primi anni di vita di Björgólfur Thor è stato scritto da Ármann Þorvaldsson:
Diplomatosi al Commercial College of Island nel 1987, si è trasferito negli Stati Uniti, un modo per tentare di fuggire da un'Islanda dove si sentiva un outsider. Ha studiato presso l'Università della California, a San Diego, per poi trasferirsi alla Stern School of Business della New York University, laureandosi in marketing nel 1991.

## Carriera aziendale

### Anni '90: l'ex blocco orientale
Nel 1991, Björgólfur Thor andò in Russia insieme a suo padre e un amico, Magnús Þorsteinsson. Insieme a partner russi, fondarono l'azienda di imbottigliamento Baltic Bottling Plant, che vendettero poi alla Pepsi. Successivamente fondarono una società di produzione di birra, originariamente chiamata ООО "Торговый дом" РОСА" e alla fine registrata come "Bravo International JSC" nel dicembre 1997. Sei società registrate a Limassol, a Cipro, furono responsabili della fondazione di Bravo e Björgólfur Thor ne fu il presidente. Il birrificio Bravo divenne all'epoca il birrificio in più rapida crescita in Russia, principalmente attraverso la produzione della birra premium Botčkarov. Heineken ha acquistato il birrificio per 325 milioni di dollari nel 2002.
Nel 1999 Björgólfur Thor, insieme ad una società di gestione patrimoniale della Deutsche Bank, ha fondato Actavis e ha investito nella privatizzazione in Bulgaria. Nel 2000, la Russia ha aperto un consolato onorario dell'Islanda a San Pietroburgo: Magnús Þorsteinsson è stato nominato Vice-Console Onorario, mentre Björgólfur Thor Björgólfsson è stato nominato Console; si è dimesso dalla carica il 16 maggio 2006.  Nel suo libro, Billions to Bust and Back, Björgólfur Thor racconta il suo periodo a San Pietroburgo, parlando anche di elementi criminali che avevano cercato di intimidirlo per concedergli l'accesso alla sua attività e spiegando su quali misure di sicurezza aveva fatto affidamento per impedire loro di farlo.

### Investimenti nelle banche in Islanda
Dopo aver lasciato la Russia, Björgólfur Thor ha iniziato a investire in diverse aziende islandesi nel 2002, pur continuando i suoi investimenti internazionali. Nel 2006, era una celebrità per il suo successo commerciale, addirittura gli fu dedicato un profilo lungo otto pagine nel supplemento domenicale del quotidiano islandese Morgunblaðið.
Verso la fine del 2002, la holding Samson ehf di Björgólfur Thor e Björgólfur Guðmundsson ha acquisito una quota di controllo del 45% di Landsbanki, la seconda banca più grande dell'Islanda, per circa 12 milioni di ISK in una controversa privatizzazione. Nel febbraio 2003 presidente della banca è nominato il padre di Björgólfur Thor  il quale è poi anche diventato il principale proprietario e presidente della Straumur Investment Bank. 

### Crisi finanziaria islandese
Le due banche, Landsbanki e Straumur, fallirono in seguito alla crisi finanziaria islandese del 2008-2011 e il governo islandese se ne assunse la responsabilità. Il 6 ottobre Landsbanki venne posta in amministrazione controllata e in liquidazione e il 9 marzo Straumur fu nazionalizzata dall'Autorità di vigilanza finanziaria islandese (FME). Björgólfur Thor (con 650 milioni di euro di garanzie personali) impiegò due anni, invece di dichiarare bancarotta, per negoziare e ristrutturare il debito con i suoi creditori, in particolare Deutsche Bank. 
Björgólfur Thor è stato pesantemente criticato per le sue azioni che hanno portato alla crisi. Due giorni dopo la pubblicazione del rapporto del governo islandese sulla crisi finanziaria del 12 aprile 2010, Björgólfur Thor Björgólfsson ha rilasciato pubbliche scuse sul quotidiano islandese Fréttablaðið per il suo ruolo nella crisi.

### Anni 2010: dopo la crisi
Prima della crisi finanziaria, Björgólfur Thor aveva fondato Novator Partners, che è stato il suo principale veicolo di investimento dopo la crisi. Novator è una società di private equity con sede a Londra e uffici in Lussemburgo.  Preferendo occupare un posto nel consiglio di amministrazione delle società in portafoglio, l'azienda tende a investire in imprese nei settori delle telecomunicazioni, dei prodotti farmaceutici generici, dell'informatica, delle risorse naturali e dei servizi finanziari. Nel 2021 Novator ha investito 250 milioni di dollari in DNEG, una società di effetti visivi che ha lavorato a film come Inception, Ex Machina e No Time to Die.
Sebbene le fortune di Björgólfur Thor siano state ridotte dalla crisi finanziaria, portandolo ad annullare la costruzione di uno yacht di lusso da 100 milioni di sterline, nel complesso ha continuato a prosperare. Nel dicembre 2013, il sito web "The Automatic Earth" riportava: "Bjorgolfsson è ancora a capo di Novator Partners, detiene azioni di società tra cui Actavis, un produttore di farmaci svizzero, e CCP, una società islandese di giochi per computer. Il suo rappresentante afferma che eventuali dividendi o futuri utili derivanti dalla loro vendita, andranno a saldare i debiti verso i creditori in seguito al declino di Landsbanki".
Nell'ottobre 2012, Watson Pharmaceuticals ha acquistato Actavis per quasi 6 miliardi di dollari. I creditori di Björgólfur Thor hanno ottenuto la prima rata di 230 milioni di dollari. Nell'acquisto, Björgólfur Thor ha acquisito 4,3 milioni di azioni di Actavis. Alla fine quelle azioni valevano circa 700 milioni di dollari, permettendogli di saldare il resto del suo debito con i creditori islandesi nel 2014.

### Panama Papers e Paradise Papers
Nel 2015, Björgólfur Thor e suo padre furono menzionati nei Panama Papers per collegamenti con almeno 50 società offshore in paradisi fiscali costituite attraverso Mossack Fonseca,  mentre nel novembre 2017 fu nominato nei Paradise Papers insieme a Gísli Hjálmtýsson , Róbert Guðfinnsson e alcuni dipendenti della Compagnia elettrica nazionale islandese. Le società quotate collegate a Björgólfsson erano registrate alle Bermuda.
Björgólfur Thor è stato uno dei principali investitori nei round di finanziamento del 2018 di Atai Life Sciences AG. Atai Life è una società di investimenti nel settore sanitario che sostiene gli studi sui funghi magici per curare la depressione. Secondo un rapporto di Bloomberg, il round a cui ha partecipato Björgólfur Thor ha raccolto 25 milioni di dollari.
Nel 2020 Thor Björgólfsson e David de Rothschild hanno co-fondato The Lost Explorer Mezcal, creato in collaborazione con il Maestro Mezcalero Don Fortino Ramos e sua figlia. È un marchio mezcal prodotto in modo sostenibile e coltivato a Oaxaca. The Lost Explorer Mezcal ha ricevuto il riconoscimento Doppio Oro (Salmiana), Oro (Espadin) e Argento (Tobala) dalla San Francisco World Spirits Competition, la competizione di liquori più affermata e influente al mondo. Il marchio è stato anche nominato Taste Master, il prestigioso riconoscimento del meglio del meglio nella categoria tequila e mezcal, in un concorso ospitato da The Spirits Business.

## Vita privata
Durante gli studi, Björgólfur Thor ha svolto una serie di lavori durante le vacanze, tra cui la gestione di eventi nei due club più grandi di Reykjavík: Tunglið e Skuggabarinn. Di conseguenza, nel 1991, ha incontrato Kristín Ólafsdóttir, ora regista; si sono sposati nel 2010. Hanno tre figli, Daniel (n. 2005), Lorenz (n. 2009) e Bentina (n. 2011). Attualmente vivono principalmente a Londra.